# Noch Koroche Dnya
Albums de Aria
Кровь за кровь Генератор зла
Noch' Koroche Dnya (en russe : Ночь короче дня signifiant « La Nuit est plus Courte que le Jour ») est le sixième album du groupe russe Aria sorti en 1995. Il faudra pas moins de quatre ans après la sortie de Krov za Krov pour que ce nouvel opus voit le jour; encore une fois la poétesse M. Pushkina rédigera l'ensemble des textes, cette fois cependant, l'album n'a pas de thème récurrent, il traite d'un peu de tout, de la drogue: Poussière d'Ange, de l'amour: Prends mon Cœur et Pars et ne Reviens Pas, etc.

## Liste des chansons
| N° | Titre                  | Translittération           | Traduction                          | Parolier | Durée |
| -- | ---------------------- | -------------------------- | ----------------------------------- | -------- | ----- |
| 1  | Рабство Иллюзий        | Rabstvo Illyuziy           | La Servitude de l'Illusion          | Pushkina | 5:51  |
| 2  | Паранойя               | Paranoiya                  | Paranoïa                            | Pushkina | 5:00  |
| 3  | Ангельская Пыль        | Angel'skaya Pyl'           | Poussière d'Ange                    | Pushkina | 6:00  |
| 4  | Уходи и Не Возвращайся | Ukhodi i Ne Vozvraschaycya | Pars et ne Reviens Pas              | Pushkina | 3:52  |
| 5  | Король Дороги          | Korol' Dorogi              | Le Roi de la Route                  | Pushkina | 4:17  |
| 6  | Возьми Моё Сердце      | Voz'mi Moeo Serdtse        | Prends mon Cœur                     | Pushkina | 4:07  |
| 7  | Зверь                  | Zver'                      | Bête Sauvage                        | Pushkina | 3:44  |
| 8  | Дух Войны              | Dukh Voyny                 | L'Esprit de la Guerre               | Pushkina | 4:59  |
| 9  | Ночь Короче Дня        | Noch' Koroche Dnya         | La Nuit Est plus Courte que le Jour | Pushkina | 7:15  |

## Membres du groupe en 1995
- Valery Kipelov - Chant
- Vladimir Kholstinin - Guitare
- Sergey Terentyev - Guitare
- Vitaly Dubinin - Basse
- Aleksandr Maniakin - Batterie
- Aleksandr Myasnikov - Clavier